# Meiji-grondwet

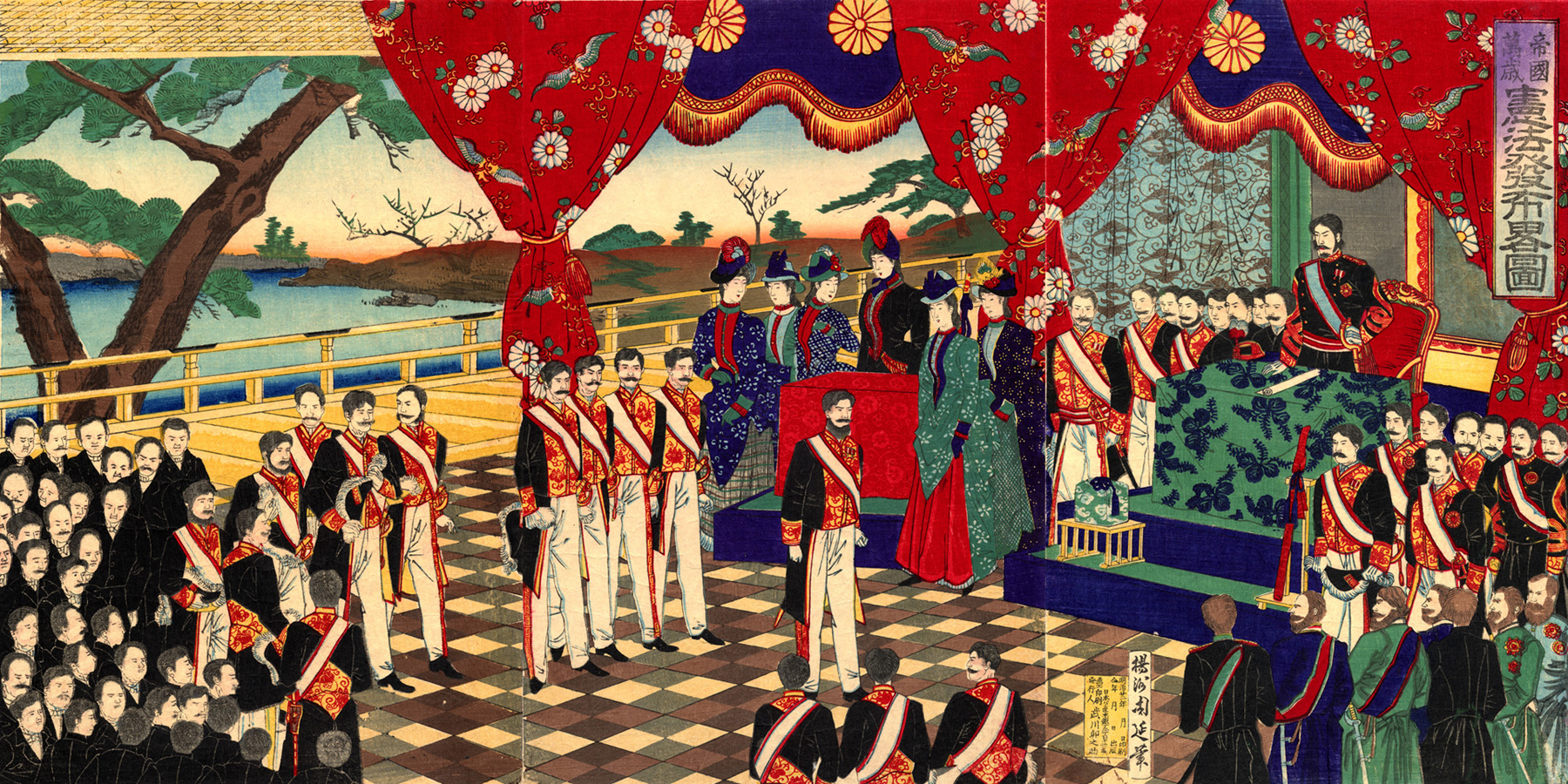
De aanname van de Meiji-grondwet, door Hashimoto chikanobu

De Meiji-grondwet (明治憲法, Meiji Kenpō), officieel de Grondwet van het Keizerrijk Japan (Kyūjitai: 大日本帝國憲法 Shinjitai: 大日本帝国憲法, Dai-Nippon Teikoku Kenpō) was van 29 november 1890 tot 2 mei 1947 de officiële grondwet van Japan. De grondwet werd ingevoerd na de Meiji-restauratie, waarin het Tokugawa-shogunaat ten val kwam, en Japan werd omgevormd tot een constitutionele monarchie gemodelleerd naar het Pruisisch systeem.

## Geschiedenis
Voor de invoering van de Meiji-grondwet had Japan geen geschreven grondwet. Oorspronkelijk werd in de 6e eeuw een grondwet gemodelleerd naar het Chinese systeem ingevoerd genaamd ritsuryō, maar deze verdween in de eeuwen erop langzaam naar de achtergrond. Vooral toen de macht van de keizer werd afgenomen door de shogunaten werd de grondwet in praktijk zo goed als afgeschaft.
Na de Meiji-restauratie kwam de politieke macht in Japan voor het eerst in 1000 jaar weer bij de keizer zelf te liggen. Tevens onderging Japan een aantal snelle politieke veranderingen en moderniseringen naar westers voorbeeld. Het idee om een geschreven grondwet in te voeren was echter lange tijd onderwerp van discussie. 
Op 21 oktober 1881 kreeg Itō Hirobumi de opdracht om onderzoek te laten doen naar grondwetten in westerse landen, en te kijken welke van deze grondwetten goed als uitgangspunt kon dienen voor een Japanse grondwet. De Amerikaanse grondwet werd door hem verworpen als zijnde “te liberaal”. Ook de Britse, Spaanse en Franse Grondwet waren volgens Itō ongeschikt. Uiteindelijk viel de keuze van Itō op de Pruisische grondwet.
In 1888 werd een nieuw overheidssysteem ingevoerd ter voorbereiding op de komst van de grondwet. Bij het opstellen van de grondwet waren Inoue Kowashi, Kaneko Kentaro, Ito Miyoji en Iwakura Tomomi betrokken, evenals een paar buitenlandse adviseurs, waaronder Albert Mosse, Rudolf von Gneist en Lorenz von Stein. Een punt van discussie was in hoeverre de machtsverdeling in de grondwet moest worden verdeeld over de soevereiniteit van de keizer en door het volk verkozen parlementariërs die de macht van de keizer konden inperken. Na vele herzieningen werd de uiteindelijke versie van de grondwet in april 1888 aan keizer Meiji gepresenteerd. Op 11 februari 1889 kondigde Meiji de grondwet officieel aan, en op 29 november 1890 werd de grondwet van kracht.
De grondwet bleef van kracht tot de bezetting van Japan, waarbij onder dwang van de Amerikanen de Japanse overheid opnieuw op de schop werd genomen. De nieuwe Japanse Grondwet werd officieel afgekondigd op 3 november 1946 en is vanaf 3 mei 1947 van kracht.

## Opzet
De Meiji-grondwet telde 76 artikelen, verdeeld over zeven hoofdstukken. De Pruisische grondwet was als uitgangspunt gebruikt en aangepast voor een traditioneel Japans autoritair systeem.
In het eerste hoofdstuk werd de rol van de keizer vastgelegd. De Meiji-grondwet benoemde de keizer tot hoogste autoriteit, een onderdeel wat in de huidige Japanse grondwet ontbreekt. In artikel 3 stond dat de keizer heilig en onschendbaar was. Volgens de preambule had de keizer zijn alomvattende macht van zijn voorouders ontvangen, dus het idee van volkssoevereiniteit bleef vreemd aan Japan. Niettemin deelde de keizer de wetgevende macht met het Japanse parlement (art. 5). De ministers benoemde hij zonder inspraak van het parlement. De artikelen 11 tot en met 13 maakten de keizer de opperbevelhebber van het leger en de marine en gaven hem het recht oorlog te verklaren en vrede te sluiten. De Japanse strijdkrachten beloofden trouw aan de keizer en niet aan de burgerregering. Hoofdstuk 2 betrof de rechten en plichten van de onderdanen. Er werd een dienstplicht ingevoerd (art. 20), de onderdanen moesten belasting betalen (art. 21), er was vrijheid van meningsuiting (art. 29) en gelijkheid voor de wet (art. 24.) In het derde hoofdstuk werden de regels voor het parlement vastgelegd. Er waren twee kamers: in de Kizokuin zaten voornamelijk Japanse edelen die door de keizer werden benoemd, terwijl de leden van het Huis van Afgevaardigden door het volk werden gekozen, maar er was geen sprake van algemeen kiesrecht. In hoofdstuk 4, slechts twee artikelen, stond de relatie van de keizer met de ministers centraal: zij gaven advies aan de keizer en waren verantwoordelijk (art. 55). Hoofdstuk 5 betrof de rechtspraak en in hoofdstuk 6 stonden de financiën centraal, zoals de begroting en de uitgifte van leningen, maar ook dat de uitgaven van het keizerlijk huis uit de nationale schatkist werden betaald (art. 66). Hoofdstuk 7 beschreef de regels voor het geval de grondwet moet worden aangepast.

## Galerij

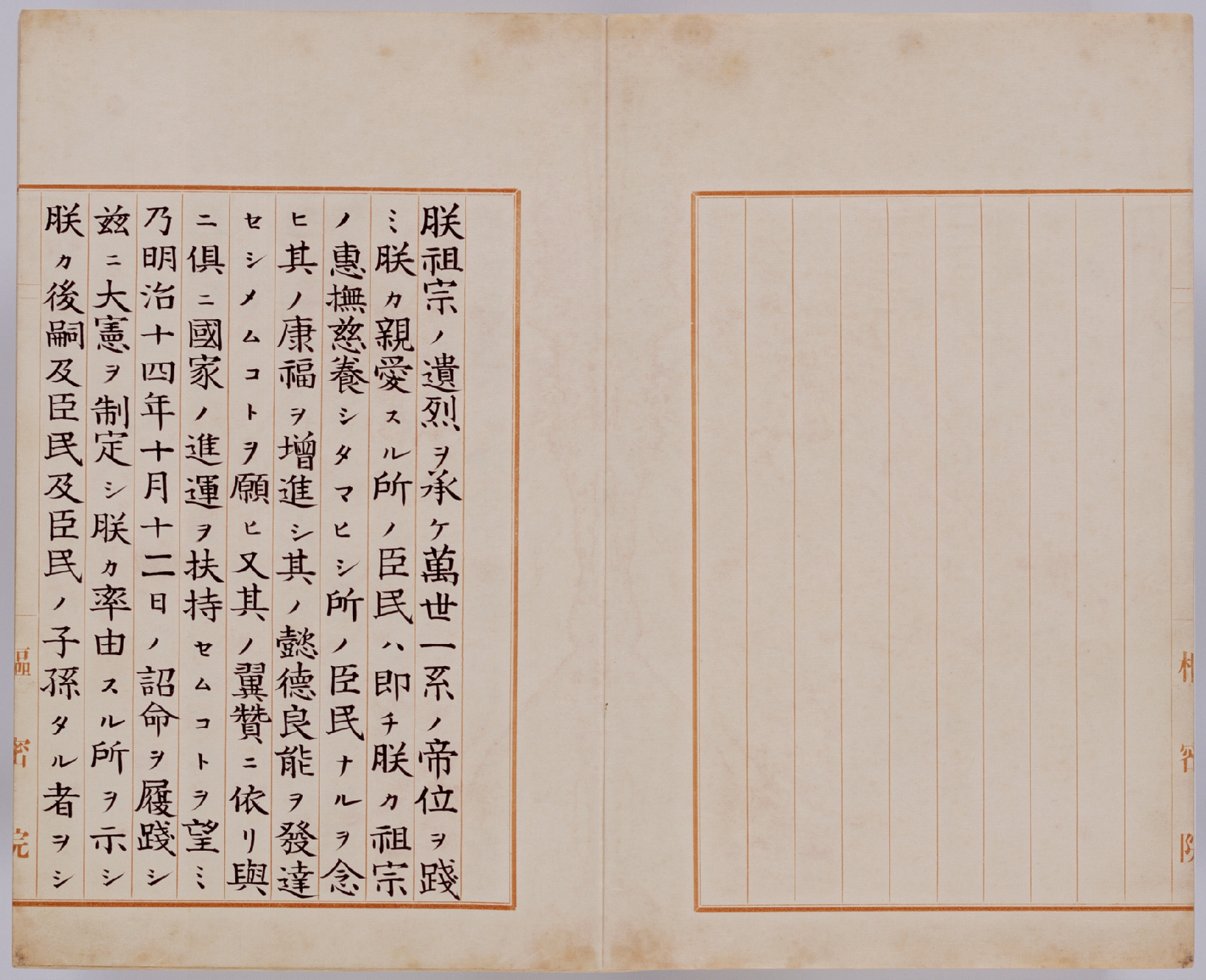
Jōyu (上諭) - "De woorden van de keizer" (1)
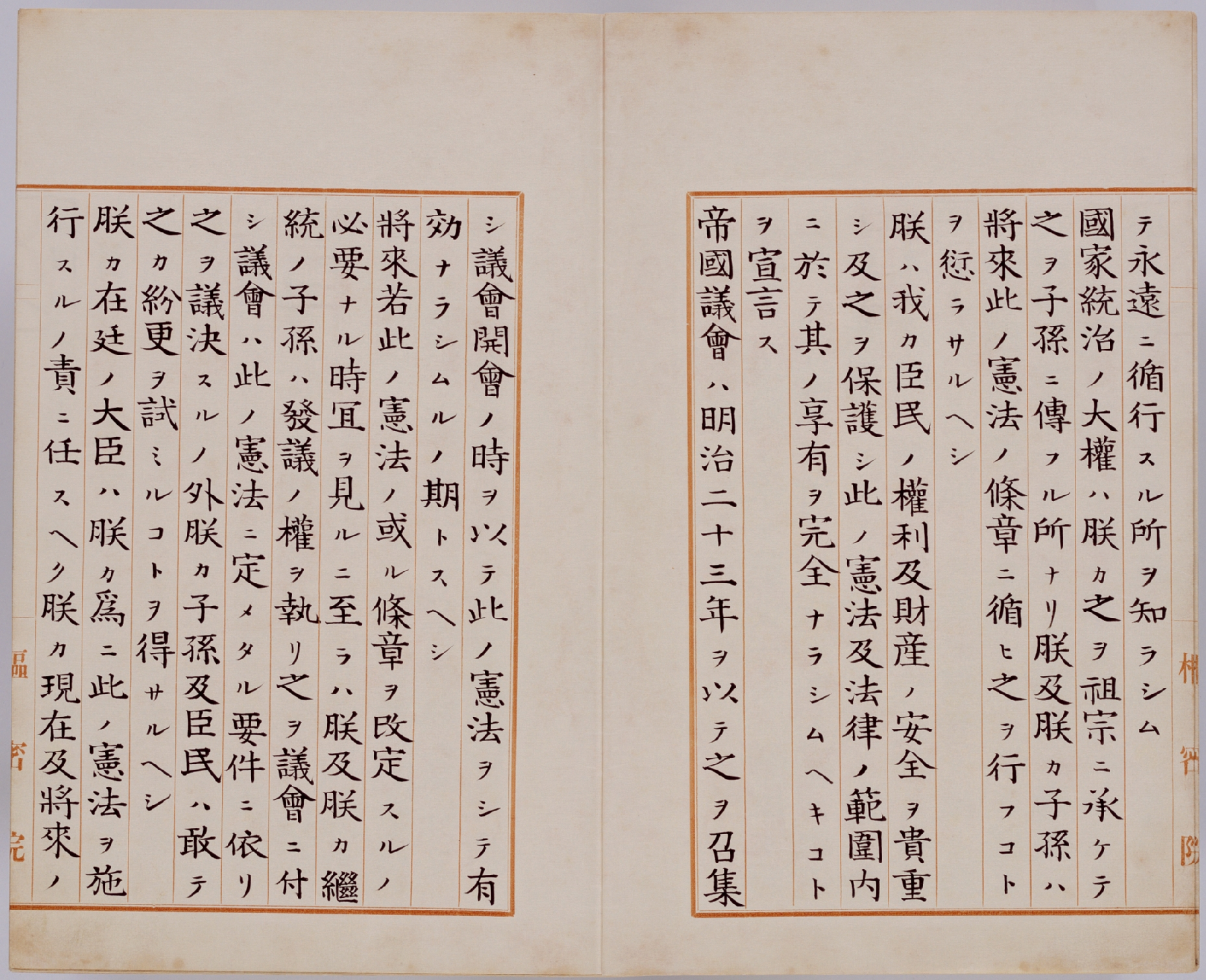
Jōyu (上諭) - " De woorden van de keizer " (2)
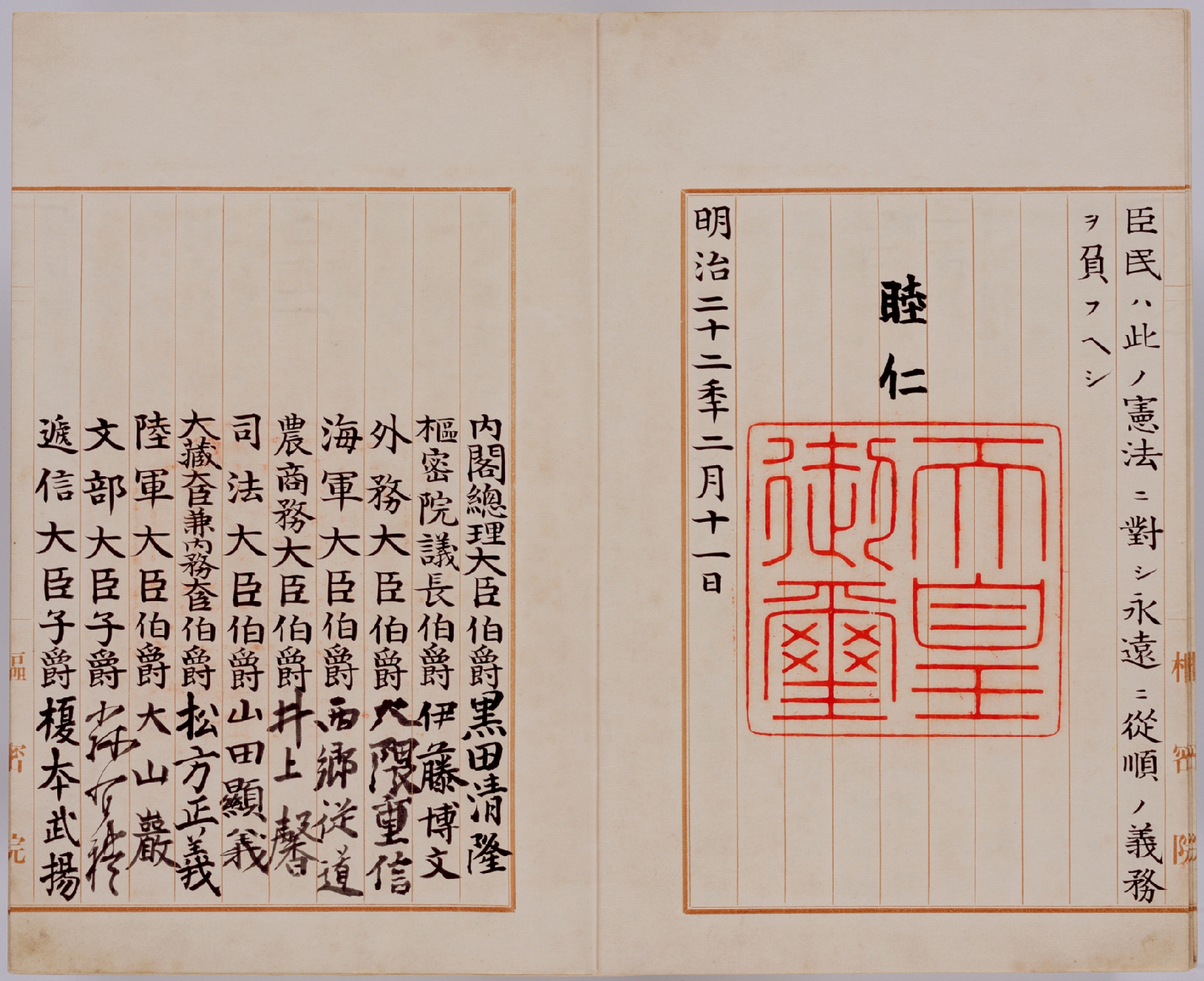
Gyomei Gyoji (御名御璽) - " De woorden van de keizer " (3): keizerlijke handtekening en zegel
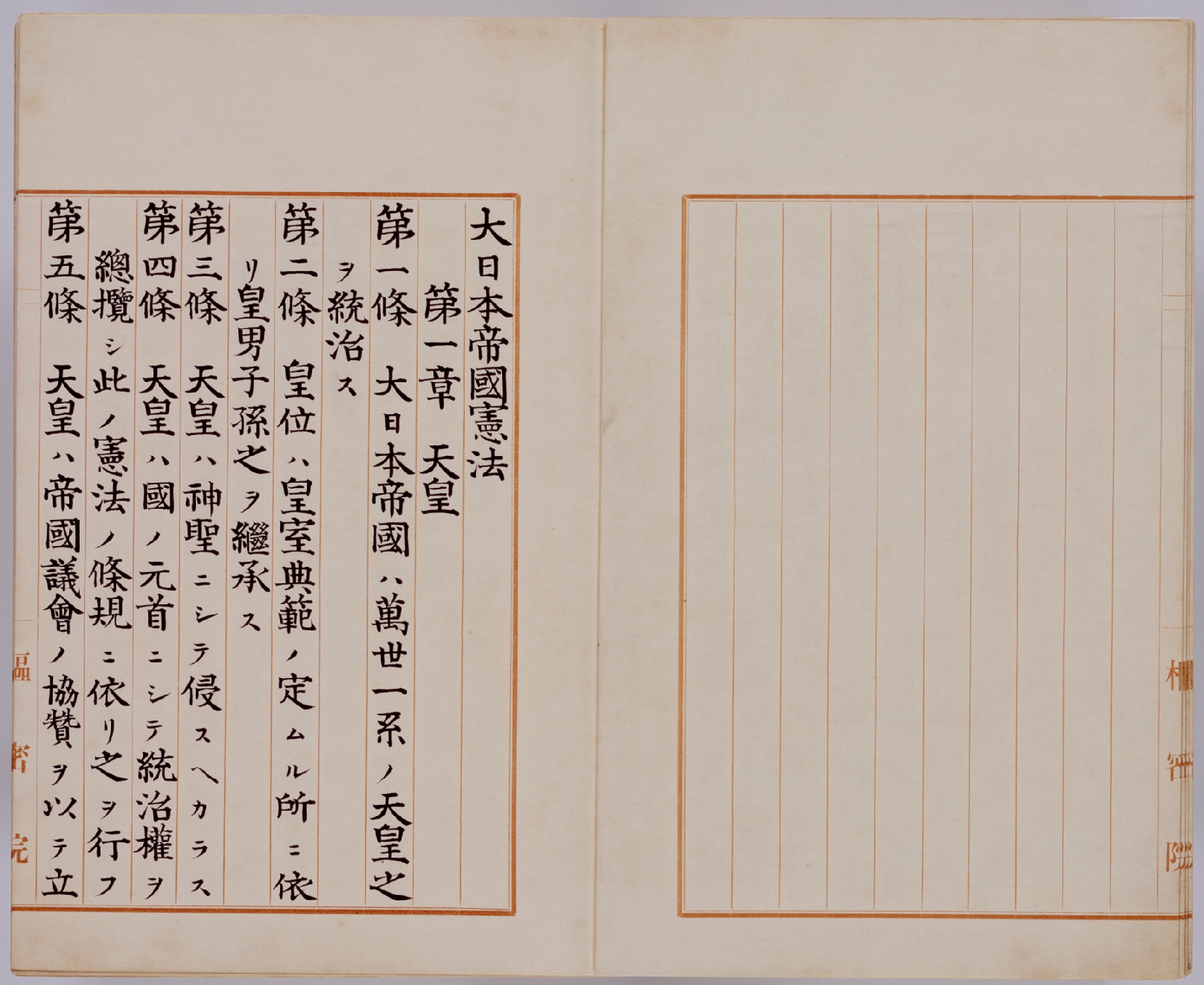
Honbun (本文) - tekst